# Val-de-Bonnieure
Val-de-Bonnieure é uma comuna francesa na região administrativa da Nova Aquitânia, no departamento de Charente. Estende-se por uma área de 28.11 km². Em 2010 a comuna tinha 1 317 habitantes (densidade: 46,9 hab./km²).
Foi criada em 1 de janeiro de 2018, a partir da fusão das antigas comunas de Saint-Angeau (sede da comuna), Saint-Amant-de-Bonnieure e Sainte-Colombe.